# Snowboard nos Jogos Olímpicos de Inverno de 2014 - Slalom paralelo masculino
A competição do slalom paralelo masculino do snowboard nos Jogos Olímpicos de Inverno de 2014 ocorreu no dia 22 de fevereiro no Parque Extreme Rosa Khutor, na Clareira Vermelha em Sóchi.

## Medalhistas
| Ouro   | RUS Vic Wild      |
| Prata  | SLO Žan Košir     |
| Bronze | AUT Benjamin Karl |

## Programação
Horário local (UTC+4).
| Data            | Horário | Evento           |
| --------------- | ------- | ---------------- |
| 19 de fevereiro | 09:42   | Qualificação     |
| 19 de fevereiro | 13:27   | Oitavas de final |
| 19 de fevereiro | 14:09   | Quartas de final |
| 19 de fevereiro | 14:33   | Semifinais       |
| 19 de fevereiro | 14:50   | Final            |

## Resultados

### Qualificação
| Pos. | Bib | Atleta                 | Rota vermelha | Rota azul | Total   | Notes |
| ---- | --- | ---------------------- | ------------- | --------- | ------- | ----- |
| 1    | 3   | RUS Vic Wild           | 28.20         | 29.76     | 57.96   | Q     |
| 2    | 7   | SLO Žan Košir          | 28.74         | 30.18     | 58.92   | Q     |
| 3    | 2   | AUT Lukas Mathies      | 29.48         | 29.45     | 58.93   | Q     |
| 4    | 1   | AUT Benjamin Karl      | 28.81         | 30.14     | 58.95   | Q     |
| 5    | 21  | GER Patrick Bussler    | 29.34         | 29.67     | 59.01   | Q     |
| 6    | 8   | SUI Simon Schoch       | 30.03         | 29.05     | 59.08   | Q     |
| 7    | 9   | SUI Nevin Galmarini    | 29.05         | 30.08     | 59.13   | Q     |
| 8    | 18  | SUI Kaspar Fluetsch    | 30.14         | 29.24     | 59.38   | Q     |
| 9    | 12  | ITA Roland Fischnaller | 29.57         | 29.86     | 59.43   | Q     |
| 10   | 11  | FRA Sylvain Dufour     | 29.73         | 29.70     | 59.43   | Q     |
| 11   | 13  | ITA Aaron March        | 29.52         | 29.92     | 59.44   | Q     |
| 12   | 5   | SLO Rok Marguc         | 29.78         | 29.74     | 59.52   | Q     |
| 13   | 10  | AUT Andreas Prommegger | 30.26         | 29.32     | 59.58   | Q     |
| 14   | 23  | GER Stefan Baumeister  | 29.70         | 30.02     | 59.72   | Q     |
| 15   | 22  | CAN Jasey Jay Anderson | 29.71         | 30.06     | 59.77   | Q     |
| 16   | 17  | CAN Michael Lambert    | 29.61         | 30.19     | 59.80   | Q     |
| 17   | 15  | AUT Anton Unterkofler  | 30.10         | 29.70     | 59.80   |       |
| 18   | 4   | CAN Matthew Morison    | 30.00         | 29.96     | 59.96   |       |
| 19   | 32  | UKR Yosyf Penyak       | 30.86         | 29.31     | 1:00.17 |       |
| 20   | 24  | ITA Christoph Mick     | 30.15         | 30.07     | 1:00.22 |       |
| 21   | 31  | BUL Radoslav Yankov    | 30.19         | 30.05     | 1:00.24 |       |
| 22   | 20  | SLO Rok Flander        | 30.64         | 29.66     | 1:00.30 |       |
| 23   | 27  | KOR Bong-Shik Shin     | 29.76         | 30.56     | 1:00.32 |       |
| 24   | 14  | GER Alexander Bergmann | 30.42         | 30.18     | 1:00.60 |       |
| 25   | 25  | ITA Meinhard Erlacher  | 30.54         | 30.08     | 1:00.62 |       |
| 26   | 29  | KOR Sang-Kyum Kim      | 31.06         | 31.29     | 1:02.35 |       |
| 27   | 26  | RUS Andrey Sobolev     | 29.02         | 33.68     | 1:02.70 |       |
| 28   | 16  | RUS Stanislav Detkov   | 31.03         | DSQ       | DSQ     | DSQ   |
| 99 ! | 30  | SLO Izidor Sustersic   | DSQ           | —         | DSQ     | DSQ   |
| 99 ! | 28  | RUS Valery Kolegov     | DSQ           | —         | DSQ     | DSQ   |
| 99 ! | 19  | SUI Philipp Schoch     | —             | DSQ       | DSQ     | DSQ   |
| 99 ! | 6   | USA Justin Reiter      | DSQ           | —         | DSQ     | DSQ   |

### Fase eliminatória
| Oitavas de final | Oitavas de final | Oitavas de final |  |  | Quartas de final | Quartas de final | Quartas de final |  |  | Semifinais | Semifinais | Semifinais |  |                     | Final               | Final               | Final  |
|                  |                  |                  |  |  |                  |                  |                  |  |  |            |            |            |  |                     |                     |                     |        |
| 1                | RUS Wild         |                  |  |  |                  |                  |                  |  |  |            |            |            |  |                     |                     |                     |        |
| 16               | CAN Lambert      | +1.78            |  |  | 1                | RUS Wild         |                  |  |  |            |            |            |  |                     |                     |                     |        |
| 8                | SUI Flütsch      | +0.11            |  |  | 9                | ITA Fischnaller  | +0.52            |  |  |            |            |            |  |                     |                     |                     |        |
| 9                | ITA Fischnaller  |                  |  |  |                  |                  |                  |  |  | 1          | RUS Wild   |            |  |                     |                     |                     |        |
| 5                | GER Bussler      |                  |  |  |                  |                  |                  |  |  | 4          | AUT Karl   | +0.04      |  |                     |                     |                     |        |
| 12               | SLO Marguč       | +0.84            |  |  | 5                | GER Bussler      | +0.15            |  |  |            |            |            |  |                     |                     |                     |        |
| 4                | AUT Karl         |                  |  |  | 4                | AUT Karl         |                  |  |  |            |            |            |  |                     |                     |                     |        |
| 13               | AUT Prommegger   | +0.19            |  |  |                  |                  |                  |  |  |            |            |            |  |                     | 1                   | RUS Wild            |        |
| 3                | AUT Mathies      |                  |  |  |                  |                  |                  |  |  |            |            |            |  |                     | 2                   | SLO Košir           | +0.11  |
| 14               | GER Baumeister   | +0.45            |  |  | 3                | AUT Mathies      | +0.29            |  |  |            |            |            |  |                     |                     |                     |        |
| 6                | SUI Schoch       | DSQ              |  |  | 11               | ITA March        |                  |  |  |            |            |            |  |                     |                     |                     |        |
| 11               | ITA March        |                  |  |  |                  |                  |                  |  |  | 11         | ITA March  | DSQ        |  |                     |                     |                     |        |
| 7                | SUI Galmarini    |                  |  |  |                  |                  |                  |  |  | 2          | SLO Košir  |            |  |                     |                     |                     |        |
| 10               | FRA Dufour       | DSQ              |  |  | 7                | SUI Galmarini    | +0.20            |  |  |            |            |            |  | Disputa pelo bronze | Disputa pelo bronze | Disputa pelo bronze |        |
| 2                | SLO Košir        |                  |  |  | 2                | SLO Košir        |                  |  |  |            |            |            |  |                     | 4                   | AUT Karl            |        |
| 15               | CAN Anderson     | +0.44            |  |  |                  |                  |                  |  |  |            |            |            |  |                     | 11                  | ITA March           | +16.25 |

### Classificação final
| Pos.              | Bib | Atleta                 |
| ----------------- | --- | ---------------------- |
| Medalha de ouro   | 3   | RUS Vic Wild           |
| Medalha de prata  | 7   | SLO Žan Košir          |
| Medalha de bronze | 1   | AUT Benjamin Karl      |
| 4                 | 13  | ITA Aaron March        |
| 5                 | 2   | AUT Lukas Mathies      |
| 6                 | 21  | GER Patrick Bussler    |
| 7                 | 9   | SUI Nevin Galmarini    |
| 8                 | 12  | ITA Roland Fischnaller |
| 9                 | 8   | SUI Simon Schoch       |
| 10                | 18  | SUI Kaspar Fluetsch    |
| 11                | 11  | FRA Sylvain Dufour     |
| 12                | 5   | SLO Rok Marguc         |
| 13                | 10  | AUT Andreas Prommegger |
| 14                | 23  | GER Stefan Baumeister  |
| 15                | 22  | CAN Jasey Jay Anderson |
| 16                | 17  | CAN Michael Lambert    |
| 17                | 15  | AUT Anton Unterkofler  |
| 18                | 4   | CAN Matthew Morison    |
| 19                | 32  | UKR Yosyf Penyak       |
| 20                | 24  | ITA Christoph Mick     |
| 21                | 31  | BUL Radoslav Yankov    |
| 22                | 20  | SLO Rok Flander        |
| 23                | 27  | KOR Bong-Shik Shin     |
| 24                | 14  | GER Alexander Bergmann |
| 25                | 25  | ITA Meinhard Erlacher  |
| 26                | 29  | KOR Sang-Kyum Kim      |
| 27                | 26  | RUS Andrey Sobolev     |
| 28                | 16  | RUS Stanislav Detkov   |
| 29                | 30  | SLO Izidor Sustersic   |
| 30                | 28  | RUS Valery Kolegov     |
| 31                | 19  | SUI Philipp Schoch     |
| 32                | 6   | USA Justin Reiter      |

Legenda
| Recorde mundial      | Recorde mundial (World record)               |                       | Recorde africano                      | Recorde africano (African) |                                           | Q | Classificado por posição (Qualified) |
| Recorde olímpico     | Recorde olímpico (Olympic record)            | Recorde da América    | Recorde da América (Americas)         | q                          | Classificado por melhor tempo (Qualified) |   |                                      |
| Melhor marca do ano  | Melhor marca do ano (World leading)          | Recorde asiático      | Recorde asiático (Asian)              | DNS                        | Não largou (Did not start)                |   |                                      |
| Recorde nacional     | Recorde nacional (National record)           | Recorde europeu       | Recorde europeu (European)            | DNF                        | Não terminou (Did not finish)             |   |                                      |
| Recorde pessoal      | Recorde pessoal do atleta (Personal best)    | Recorde da Oceania    | Recorde da Oceania (Oceania)          | DSQ / DQ                   | Desclassificado (Disqualified)            |   |                                      |
| Recorde da temporada | Recorde da temporada do atleta (Season best) | Recorde sul-americano | Recorde sul-americano (South America) | NM                         | Sem marca (No mark)                       |   |                                      |